# Jangam-myeon
Jangam-myeon (koreanska: 장암면) är en socken i kommunen Buyeo-gun i provinsen Södra Chungcheong i Sydkorea, 150 km söder om huvudstaden Seoul.